# Agnieszka Jakimiak
Agnieszka Jakimiak (ur. 1987 w Łodzi) – polska reżyserka, dramaturżka, dramatopisarka, autorka dramatów, recenzentka i eseistka, laureatka I miejsca w Konkursie o Nagrodę im. Krzysztofa Mętraka (2010). Nominowana do Paszportu Polityki w kategorii Teatr w 2022 roku.

## Biografia
W ramach Międzywydziałowych Studiów Humanistycznych na Uniwersytecie Warszawskim ukończyła studia w Instytucie Kultury Polskiej (2013). Ukończyła studia na Wydziale Reżyserii Państwowej Wyższej Szkoły Teatralnej w Krakowie. Uzyskała tytuł Doktora Filozofii na Wydziale Dramatu, Teatru i Tańca w Royal Holloway, University of London.
Od 2015 roku pracuje w duecie twórczym z Mateuszem Atmanem. Reżyserka spektakli Strach zżerać duszę i Martwa natura w Teatrze Powszechnym w Warszawie na podstawie scenariusza Mateusza Atmana, Kongres futurologiczny, nosexnosolo i Chamstwo we Wrocławskim Teatrze Współczesnym. Autorka opracowań dramaturgicznych i tekstów do spektakli w reżyserii Weroniki Szczawińskiej (m.in. Geniusz w golfie, Jak być kochaną, RE//MIX Zamkow: 2 albo 3 rzeczy, które o niej wiem). Wraz z Goranem Injacem i Joanną Wichowską współpracowała z Oliverem Frljiciem przy spektaklach Nie-boska komedia. Szczątki, Nie-boska komedia. Wyznanie i Klątwa.
W sezonie 2014/2015 pracowała jako dramaturżka w Teatrze Polskim w Bydgoszczy.
Publikowała na łamach "Dwutygodnika", "Didaskaliów", "Kina", "Res Publiki Nowej" i "Ha!artu".